# Royal Nord
Royal Nord war ein belgischer Motorradhersteller.

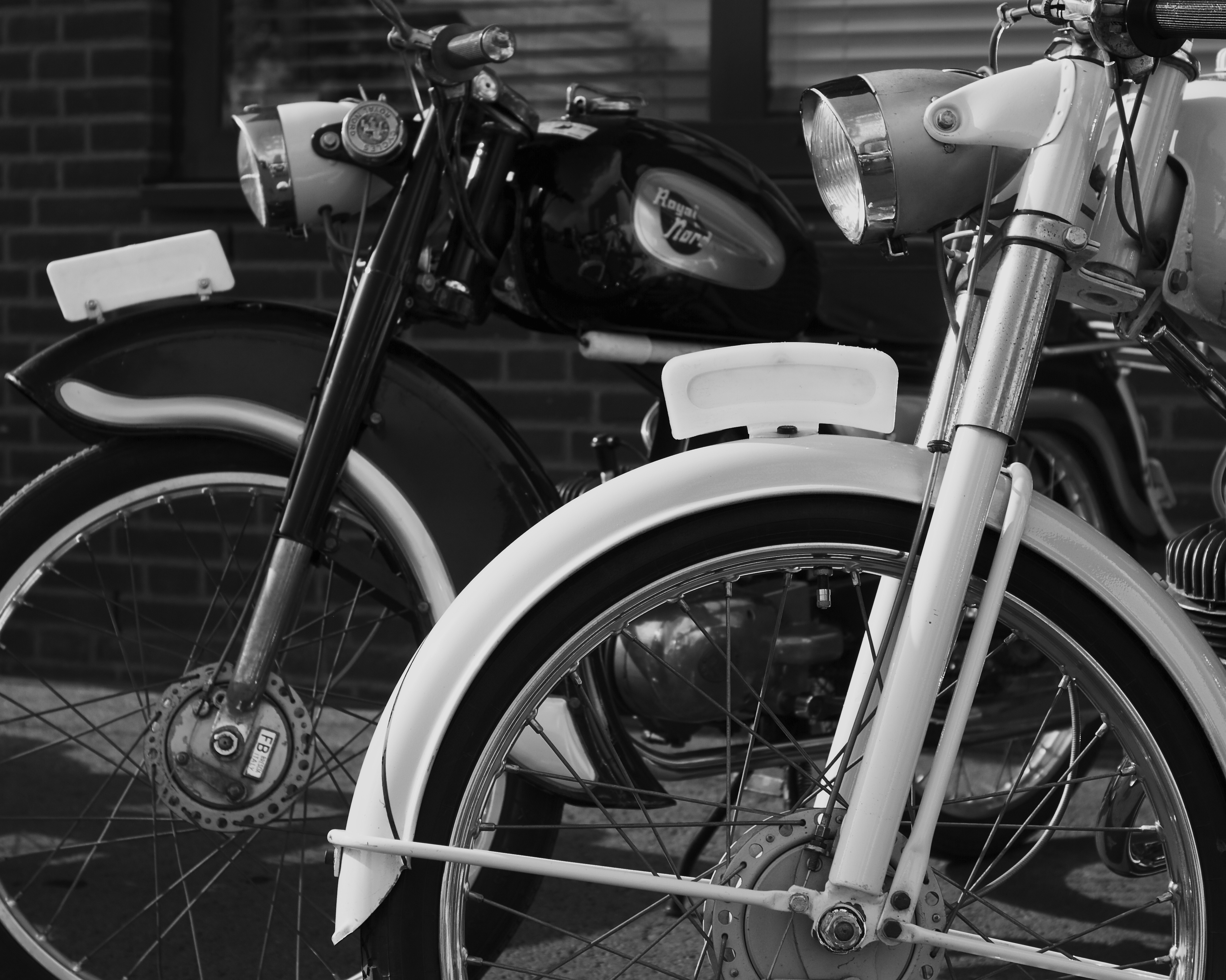
Royal Nord 4 Vitesse

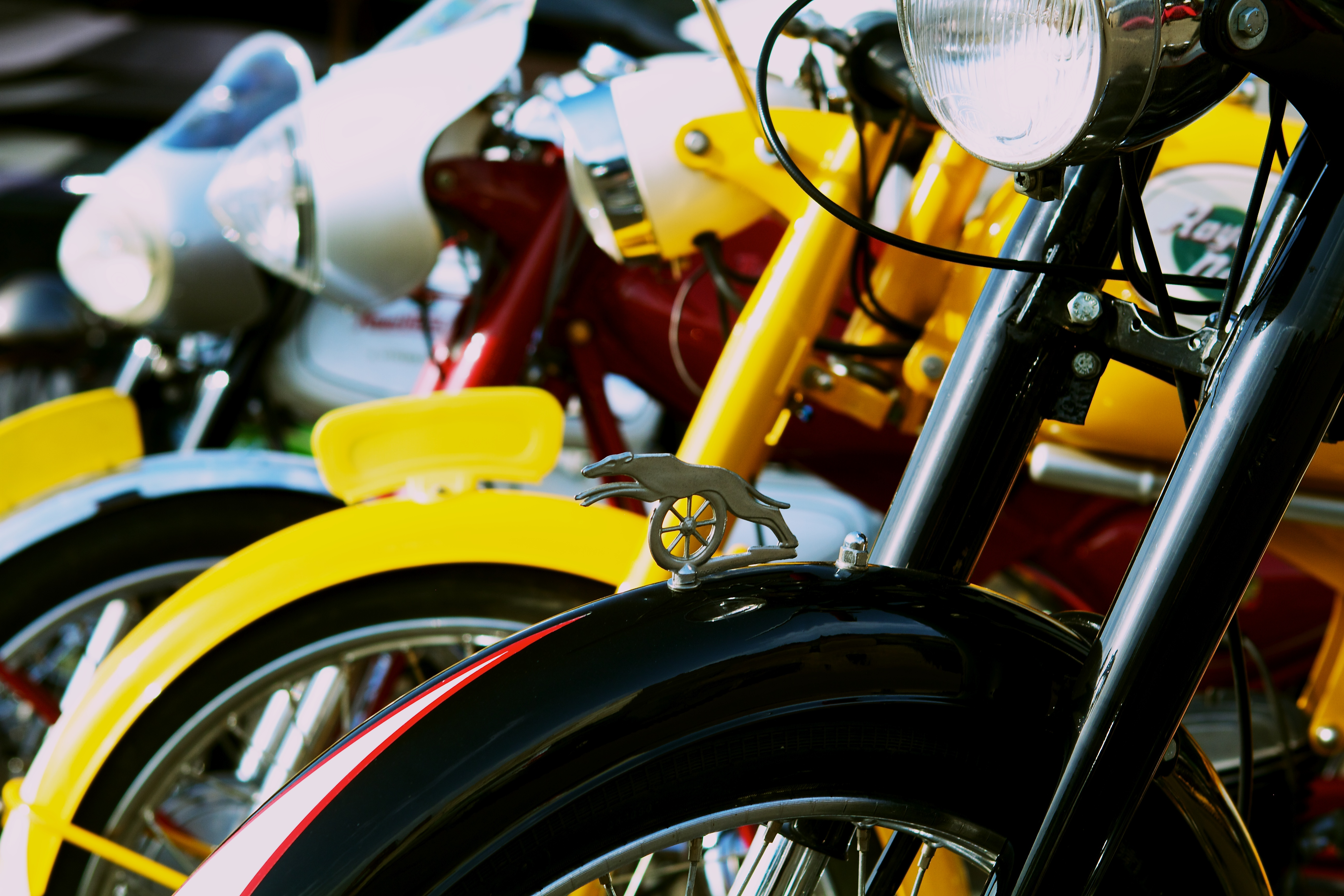
Royal Nord

Royal Nord in Hasselt baute in seine von ca. 1950 bis Ende der 60-Jahre gefertigten Modelle 125 cm³ bis 250 cm³ Zweitaktmotoren ein, insbesondere von Maico und Villiers, auch kompl. Maschinen dieser Unternehmen unter eigenem Logo (Markenverfremdung). Später standen Mopeds und Motorroller im Programm.